# Serguéi Peskov

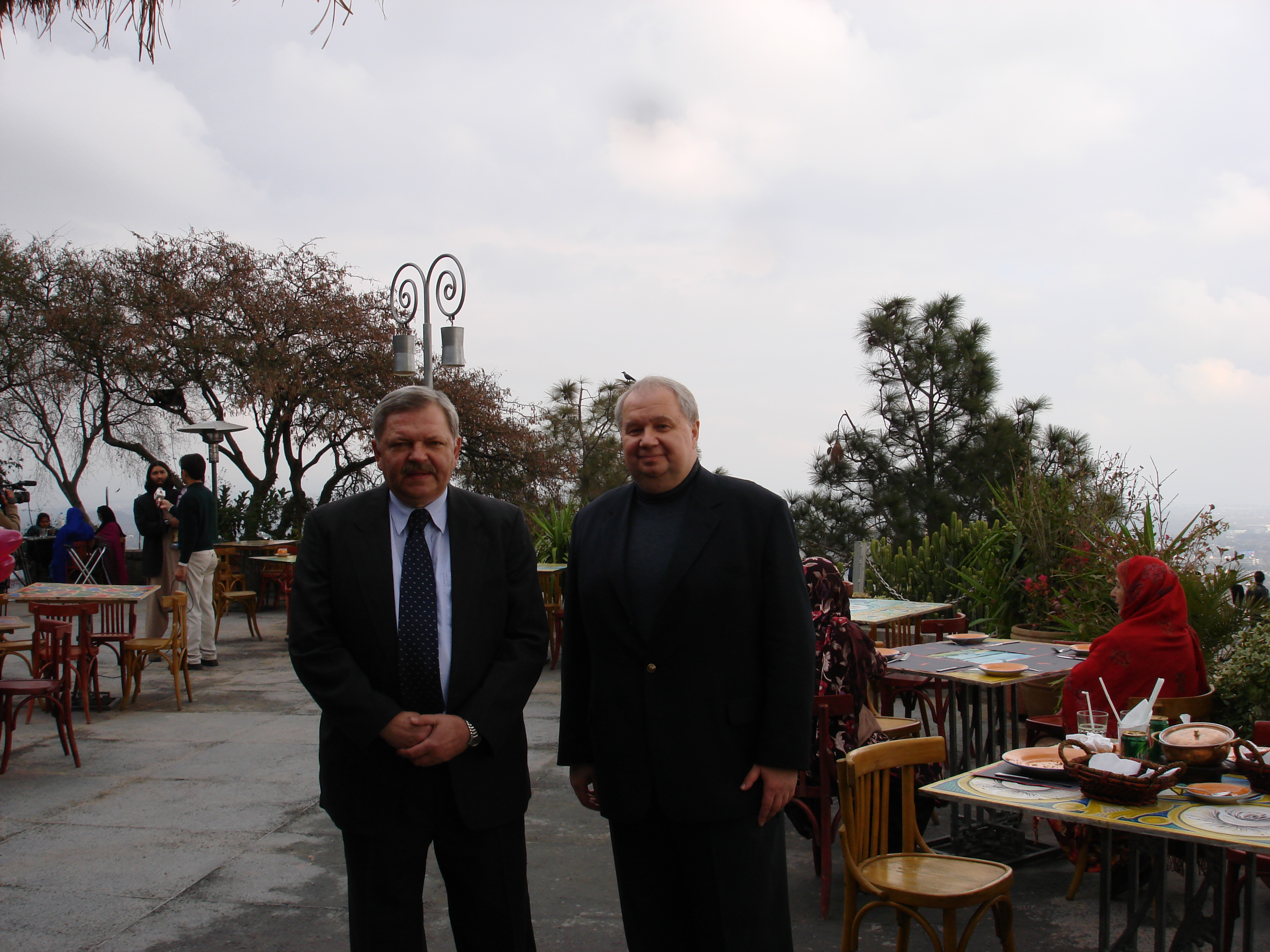
El embajador ruso en Pakistán Serguéi Peskov (a la izquierda) con Serguéi Kisliak, embajador de Rusia en Estados Unidos.

Serguéi Nikolaevich Peskov (1948-2014) fue un diplomático soviético-ruso que sirvió como embajador ruso en Pakistán, de 2005 a 2009, y como embajador ruso ante Omán (2011-2013).
Es padre de Dmitri Peskov, que ha sido secretario de Prensa del presidente de Rusia, Vladímir Putin desde 2000.